# Книжный магазин Юргенса
Книжный магазин Юргенса — первый в Симбирске книжный магазин купца Карла Ивановича Юргенса. Является объектом культурного наследия (памятником истории и культуры) регионального значения. Находится на пересечении улицы Карла Либкнехта и улицы Железной дивизии в Ленинском районе Ульяновска.

## История
Когда было построено деревянное здание в бывшем Анненковском переулке Симбирска доподлинно неизвестно, но в 1863 г. оно уже существовало. В этом году оно и было продано купцу Юргенсу полковником А. П. Ивановым. В 1865—1866 годах, после пожара в 1864 году, помещения в этом доме арендовала Симбирская классическая гимназия.
В 1867 г. Юргенс открыл в этом доме первый в Симбирске книжный магазин, что для города было большим событием. До этого времени книги продавались в обычных лавках вместе с другими товарами, их также можно было приобрести два раза в год на развале у острога: в Симбирске было не так много просвещённых жителей, и книготорговля не была рентабельной.                                                                                                                                                                
По этой причине книжный магазин, где кроме книг на русском языке продавались также книги на французском и немецком, пользовался у горожан известностью. В магазине работала также библиотека: здесь за плату можно было брать книги на время. Книги снабжались специальным штемпелем по образцу других книготорговцев. Магазин не был специализированным: кроме книг и учебных пособий здесь продавались также письменные принадлежности, музыкальные инструменты, мебель, сельскохозяйственные инструменты и другие хозяйственные товары.
В этом доме книжный магазин просуществовал только до конца 1870 г., после чего переехал в другое здание. В 1913 г. другой владелец дома — ветеринарный врач Н. А. Смирнов — пристроил к нему каменный двухэтажный дом.

Ныне в доме работает Центр развития и сохранения фольклора. О некогда существовавшем здесь магазине напоминает закреплённая на стене дома памятная табличка.
- Штемпель К. И. Юргенса для книг.
- Памятная табличка о книжном магазине купца К. И. Юргенса.